# Museu da Casa Brasileira
O Museu da Casa Brasileira (MCB), instituição da Secretaria da Cultura e Economia Criativa do Estado de São Paulo, dedicou-se até 30 de abril de 2023 às questões da morada brasileira pelo viés da arquitetura e do design. Ao longo de mais de cinco décadas de existência, tornou-se referência nacional e internacional nessas áreas por promover programas como o Prêmio Design MCB, concurso criado em 1986 com o objetivo de incentivar a produção brasileira no segmento, e o projeto Casas do Brasil, de resgate e preservação da memória sobre a diversidade de morar do brasileiro.
A programação do MCB contempla exposições temporárias e uma agenda com base em debates, palestras e publicações que contextualizam a vocação do museu para a arquitetura e o design, contribuindo na formação de um pensamento crítico em temas diversos como urbanismo, habitação, economia criativa, mobilidade urbana e sustentabilidade. O museu dedica seu espaço a duas mostras de longa duração: Remanescentes da Mata Atlântica & Acervo MCB, com painéis fotográficos e textuais que correlacionam as várias tipologias de madeiras do acervo do MCB às diversas espécies nativas existentes na mata atlântica, além de apresentar um recorte do acervo da instituição constituído por móveis e objetos representativos da casa brasileira desde o século XVII até ao presente, e A Casa e a Cidade – Coleção Crespi Prado, que aborda o uso residencial do imóvel que hoje abriga o museu por meio do cotidiano e da trajetória de seus moradores originais: o casal Renata Crespi e Fábio Prado, protagonista de transformações históricas, culturais e urbanísticas na cidade de São Paulo.
Na versão digital, o MCB disponibiliza ao público um levantamento minucioso de informações relacionadas aos hábitos da vida privada desde o século XVI no Brasil. O banco de dados Equipamentos da Casa Brasileira, Usos e Costumes – Arquivo Ernani Silva Bruno traz 28 mil arquivos contendo relatos de viajantes, literatura ficcional, inventários de família e testamentos que revelam hábitos culturais da casa brasileira. Sob a coordenação do historiógrafo Ernani Silva Bruno, primeiro diretor do MCB, a obra conhecida como Arquivo Ernani está organizada em 24 temas entre alimentação, construção, costumes domésticos, mobiliário e outros, e integra o acervo arquivístico do museu.
A instituição investe em atividades de extensão educacional, com atenção a públicos especiais e no desenvolvimento de técnicas e material de suporte tanto para visitas orientadas quanto para audiência espontânea. Na agenda cultural destaca-se, ainda, o projeto Música no MCB, que traz apresentações musicais gratuitas nas manhãs de domingo de março a dezembro. Todas essas ações representam um notável crescimento na agenda do museu e a gradativa evolução da quantidade de público acolhido, para patamares superiores aos 100 mil visitantes anuais.
O MCB foi criado em 1970, como Museu do Mobiliário Artístico e Histórico Brasileiro, membro da rede de museus do Governo do Estado, vinculado à Secretaria da Cultura. Em 1972, ganhou sua sede definitiva, um Solar neoclássico construído entre 1942 e 1945, originalmente para abrigar o ex-prefeito de São Paulo (1934-1938) Fábio da Silva Prado e sua esposa Renata Crespi Prado. O projeto arquitetônico, desenhado por Wladimir Alves de Souza, remete às linhas do Palácio Imperial de Petrópolis (RJ). Sua construção integra a expansão urbana da primeira metade do século XX em São Paulo, quando a elite da cidade deixou o centro para viver nas cercanias do rio Pinheiros.
O casal morou na residência por 18 anos e a transformou em centro de grandes recepções oficiais. Após a morte de Fábio Prado, que não deixou herdeiros, Renata Crespi se mudou da casa, e, em 1968, doou o imóvel para a Fundação Padre Anchieta. Por sua vez, a Fundação cedeu o prédio em comodato à Secretaria da Cultura do Estado de São Paulo.

## Histórico

### Fundação do Museu
Durante a administração do governador Abreu Sodré, seu secretário da Fazenda, Luís Arrobas Martins, envolvido no projeto de aquisição de obras de arte para os palácios Bandeirantes e Boa Vista e no processo de criação de uma rede estadual de museus e equipamentos culturais, idealizou uma instituição voltada à conservação, restauração, pesquisa e exposição de móveis, alfaias e objetos de arte e de decoração de residências que eram considerados de valor histórico ou artístico para o país. Assim, já em março de 1970, era inaugurado o então denominado "Museu do Mobiliário Artístico e Histórico Brasileiro". O historiador Ernani Silva Bruno foi convidado para dirigir o novo museu.
No início, foi instalado o museu em um casarão na alameda Nothmann, no bairro Campos Elísios. Ernani Silva Bruno presidiu o Conselho Diretor do museu, composto ainda por intelectuais como Paulo Junqueira Duarte e Sérgio Buarque de Hollanda. Foi criada uma comissão para avaliar as peças a serem adquiridas, tendo por base seu valor sociológico, histórico e artístico. O objetivo da incipiente instituição era adquirir peças de excepcional qualidade, representativas para a cultura brasileira. Assim, a direção do museu passou a distribuir notícias na imprensa, de modo que surgissem propostas de venda e doação de objetos.

### Transferência para o solar

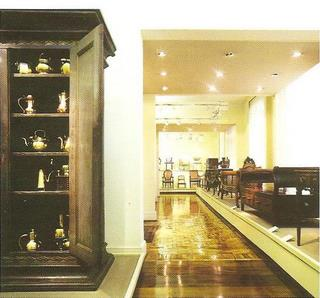
Acervo do museu

Em novembro de 1970, a Fundação Padre Anchieta cedeu por comodato o uso do Solar Fábio Prado para o governo do estado, que tinha a intenção de instalar ali o recém-fundado museu. Nessa ocasião, a denominação da instituição foi alterada para "Museu da Cultura Paulista" e seu campo de atuação foi ampliado: o objetivo era tornar o museu um centro de estudos, destinado a pesquisar a complexa gama de informações acerca da evolução material da cultura de São Paulo e do Brasil. A nova denominação não alcançou consenso, causando um longo debate entre os conselheiros. Em 1971, após quase um ano de debates, a proposta de Sérgio Buarque de Hollanda e de Ernani da Silva Bruno de denominar o espaço como “Museu da Casa Brasileira” foi aprovada.
A transferência do museu para o Solar Fábio Prado alongou-se por mais um ano. Foi somente em 1972 que o museu passou a ocupar as suas atuais instalações. Em 1976, seria concluída uma ampla reforma para o melhor aproveitamento museológico do espaço. Paralelamente à adaptação da nova sede, o Conselho Diretor buscou, sobretudo durante os cinco primeiros anos de vida da instituição, uma expressiva ampliação do acervo, caracterizando o atual perfil sociológico e histórico da coleção. A grande quantidade de peças adquiridas durante a administração de Ernani Bruno permitiu a ampliação da atuação didática do museu, que passou a apresentar exposições permanentes e temáticas acerca da evolução do mobiliário brasileiro.

### Consolidação do Museu

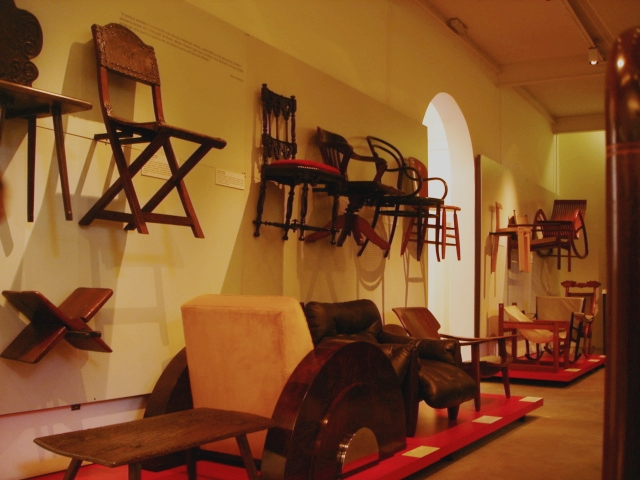
Mobiliário da coleção do museu

Ernani Bruno também se empenhou muito em consolidar o museu como centro de pesquisas, especializado na evolução dos equipamentos da casa brasileira e nos seus usos e costumes. Nesse sentido, foi fundamental a transferência para o museu de um arquivo desenvolvido ao longo da década de 1970 pelo professor Carlos Alberto Cerqueira Lemos e por alunos da Faculdade de Arquitetura e Urbanismo da USP. Esse arquivo, que atualmente leva o nome do primeiro diretor do museu, é composto por mais de 28 mil fichas com citações e informações sobre arquitetura, mobiliário e equipamentos domésticos, formas de construir, utensílios bem como o comportamento no âmbito doméstico do século XVI ao século XIX, e revela toda a trajetória da cultura material do Brasil, além das peculiaridades, transformações e assimilações sofridas pela sociedade brasileira ao longo de seus quatro primeiros séculos de história. Essas fichas foram atualizadas pela historiadora Maria de Lourdes Julião e publicadas em CD-ROM e em uma coleção de cinco volumes.
A ampliação do perfil museológico da instituição possibilitou, ao longo dos anos, o surgimento de novas propostas e abordagens, em que a arquitetura e o design foram ganhando um considerável espaço, por meio de exposições temporárias, conferências, premiações e concursos. Em 1986, foi criado o Prêmio Design do Museu da Casa Brasileira, que rapidamente se consagrou como uma das mais conceituadas premiações na área de design de produto no país, e uma importante referência para os profissionais e estudantes da área. Desde 1993, o museu também sedia o Prêmio Jovens Arquitetos, promovido pelo Instituto de Arquitetos do Brasil (IAB).
Na década de 1990, o solar passou por nova reforma e o acervo do museu foi organizado em uma nova disposição espacial, seguindo critérios cronológicos. Nessa mesma época, o MCB recebeu em regime de comodato parte do rico acervo da Fundação Crespi-Prado. As obras, que pertenciam à coleção particular dos primeiros proprietários do solar, Fábio da Silva Prado e Renata Crespi Prado, haviam sido retiradas da residência quando Renata doou o imóvel para a Fundação Padre Anchieta. Atualmente, a Coleção Crespi-Prado pode ser vista em exposição permanente no segundo andar e no hall de entrada do edifício. Entre as peças, estão as pratarias, tapeçaria, pratarias, quadros e esculturas. Dentre todas elas, há um busto de Renata Crespi Prado feito por Victor Brecheret (1894-1955) além do quadro Florestas e Veados de Candido Portinari (1903-1962), os óleos de Di Cavalcanti e de Almeida Junior (Favela e Negrinha respectivamente). Além das exposições permanentes e temporárias, o Museu da Casa Brasileira possui uma agenda cultural fixa, promovendo apresentações musicais regulares. Também possui uma editora própria, especializada em publicações sobre design, mobiliário, cultura material, costumes e usos da sociedade brasileira.

## Acervo
Há dois tipos de acervo no Museu da Casa Brasileira, o acervo museológico e o acervo arquivístico.

### Acervo Arquivístico
O Acervo Arquivístico é constituído por cerca de 28 mil fichas que formam relatos dos viajantes, inventários de famílias, literaturas ficcionais e uma série de testamentos que manifestam hábitos culturais da casa brasileira.

### Acervo Museológico
O Acervo Museológico é composto por objetos e móveis emblemáticos da casa brasileira do século XVII ao século XXI. Uma coleção incorporada por peças que pertencem ao casal de moradores reais (Fábio Prado e Renata Crespi) do imóvel, que hoje comporta o Museu da Casa Brasileira.
Também está exposto no acervo nas mostras de longa duração as obras "Coleção MCB" e "A Casa e a Cidade", da coleção Crespi Prado, que mostra a trajetória dos primeiros moradores.

## O Solar Fábio Prado

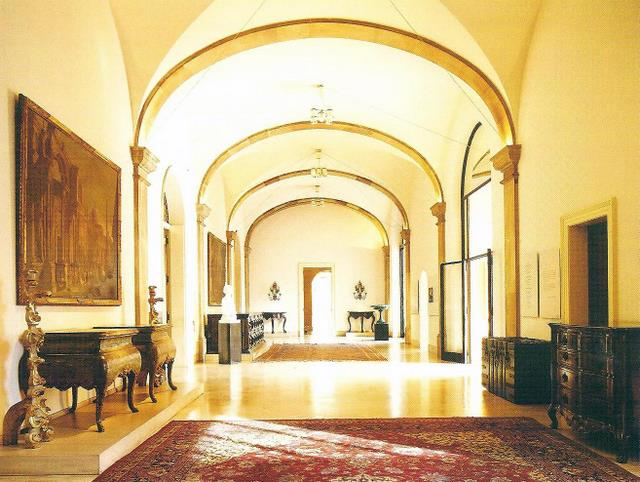
Saguão do Solar Fábio Prado

O solar foi erguido durante a década de 1940, como residência do ex-prefeito de São Paulo, Fábio da Silva Prado, e sua esposa, Renata Crespi da Silva Prado. O projeto é do arquiteto paraense Wladimir Alves de Souza- formado pela Escola Nacional de Belas Artes - Enba (Rio de Janeiro) amigo do casal. A pedido de Renata Crespi, o arquiteto reproduziu as linhas do Palácio Imperial de Petrópolis, projeto dos discípulos de Grandjean de Montigny. Wladimir também se inspirou nas villas italianas de Palladio, como forma de imbuir na residência um caráter simbólico de riqueza e poder.
O projeto do edifício ia na direção contrária ao panorama arquitetônico da cidade à época, que se caracterizava por edifícios de plantas arrojadas - o que não impediu que o interior da residência adotasse os padrões de modernidade e funcionalidade de então. O edifício é constituído por um bloco central com dois pavimentos e por duas alas laterais.  Em sua construção, foram usadosalvenaria de tijolos rebocados, piso de arenito proveniente de Minas Gerais, mármore português e telhas “canal”. Na decoração do solar, foram usados materiais nobres e importados, desde o revestimento do piso em mármore e portas em madeira nobre aos mosaicos italianos ornamentando os banheiros. A obra foi concluída em 1945.
O casal viveu na residência por mais de quinze anos. Durante este período, o solar se tornou um local de recepções oficiais, onde se hospedaram importantes autoridades do cenário político nacional e internacional, como o príncipe Ali Khan, a rainha Elizabeth II da Inglaterra e o príncipe Phillip, dentre outros. Também era frequentado por personalidades do meio artístico e intelectual brasileiro, sediando anualmente o "Prêmio Fábio Prado de incentivo às Ciências Humanas, à Literatura, ao Teatro e ao Cinema" - que conferiu honrarias a nomes como Florestan Fernandes e José Lins do Rego. Com a morte de Fábio Prado em 1963-que não deixou nenhum herdeiro, Renata Crespi deixou o solar. Em março de 1968, Renata transferiu a posse do Solar Fábio Prado à Fundação Padre Anchieta, em conformidade com o desejo expresso em vida por seu marido. Em 1972, a Fundação Padre Anchieta cedeu o uso do solar em regime de comodato ao Museu da Casa Brasileira.

### Jardim
Inicialmente, o Solar Fábio Prado se encontrava inserido em uma das extremidades de um extenso jardim com aproximadamente 15 000 metros quadrados de área. No entanto, uma série de desapropriações e alterações urbanísticas do entorno reduziram a área verde a menos da metade de seu tamanho original. Ainda assim, o atual jardim de aproximadamente 6 000 metros quadrados chama composto por plantas e arvores exóticas e espécies nativas da Mata Atlântica e também originarias do Japão, Vietnã e China, chamando a atenção em meio à densa massa de concreto da região onde se encontra o solar. Abriga aproximadamente 200 espécies de árvores brasileiras e várias espécies de pássaros.

### Atividades Educativas
Os visitantes do museu são instigados a pesquisar as informações disponibilizadas, tendo como ponto de partida suas próprias experiências e, desta forma, descobrindo novas sensações. Há oficinas para as famílias e público em geral. Ainda desenvolve atividades especiais para pessoas com deficiências, e o acesso é fácil. As obras foram posicionadas em altura adequada justamente para conhecerem-na, existindo inclusive rotas de acesso para as salas. O material informativo também esta em braile possuindo ainda maquetes táteis.

### Prêmio Design MCB
O Prêmio Design MCB, criado por Roberto Duailibi na época diretor do museu, é realizado desde 1986, sendo a mais tradicional premiação do segmento de design no Brasil. São duas etapas: na primeira etapa o Concurso do Cartaz e na sequência é realizada a premiação dos produtos e trabalhos escritos. As inscrições são abertas entre fevereiro e março para Concurso do Cartaz. Os participantes devem criar uma peça para divulgar o Prêmio. O cartaz vencedor é impresso e distribuído pelo museu para anunciar as inscrições para a premiação propriamente dita. São 7 categorias de produtos na modalidade produto e protótipo: mobiliário, utensílios, iluminação, eletroeletrônicos, equipamentos de transporte e de construção e têxteis. O exemplar ou protótipo do projeto só é apresentado se o trabalho for selecionado para a segunda fase. Na categoria trabalhos escritos, são duas modalidades: os trabalhos publicados e os não publicados. O objetivo desta premiação, acima de tudo, é chamar a atenção do setor industrial para a capacidade dos designers brasileiros.

## Informações
O Museu funciona de terça a domingo, das 10h às 18h. A entrada custa seis reais e a meia, dirigida aos estudantes, custa três reais. Crianças menores de 10 anos e maiores de 60 anos têm entrada franca.